# Neodiplodonta sinica
Neodiplodonta sinica is een tweekleppigensoort uit de familie van de Ungulinidae. De wetenschappelijke naam van de soort is voor het eerst geldig gepubliceerd in 2012 door Xu.